# Муртен
Муртен или Морат (фр. Morat, итал. Murten/Morat) је град у западној Швајцарској. Муртен је значајан град у оквиру Кантона Фрибур, где је седиште округа Зе.
Муртен је данас познат као један од градова у Швајцарској са мешаним француском-немачким становништвом.

## Природне одлике
Муртен се налази у западном делу Швајцарске. Од најближег већег града, Берна град је удаљен 30 км западно.
Рељеф: Град Муртен је смештен у средишњем делу Швајцарске висоравни, на приближно 450 метара надморске висине. Град се образован на брегу изнад истоименог Муртенског језера. Подручје око града је равничарско до благо заталасано, па је погодно за земљорадњу и насељавање.
Клима: Клима у Муртену/Морату је умерено континентална.
Воде: Муртен се сместио на брегу изнад изнад истоименог Муртенског језера. Уз језеро су изграђени кеј и марина.

## Историја
Подручје Муртена/Мората је било насељено још у време праисторије и Старог Рима, али није имало изразитији значај.
Данашње градско насеље први пут се спомиње 515. године. У 11. веку овде се развија трајније насеље са утврдом. 
Под влашћу Берна град се нашао 1335. године, па је касније аутоматски придружен Швајцарској конфедерацији.
У 16. веку грађани су прихватили протестантство, што је довело до много спорова са римокатоличким Фрибуром.
Током 19. века Муртен се почиње полако развијати и јачати привредно. Ово благостање се задржало до дан-данас.

## Становништво
2008. године Муртен је имао око 6.000 становника. Од тог броја 19,3% су страни држављани.
Језик: Муртен је данас познат као град у Швајцарској са мешовитим (немачко-француским) становништвом, па је званично град двојезични. Швајцарски Немци чине већину градског становништва и немачки језик преовлађује у граду (76,5%). Удео швајцарских Француза није занемарљив, они чине значајан део становништва града и француски језик је такође чест у матерњој употреби (12,8%). Међутим, градско становништво је током протеклих неколико деценија постало веома шаролико, па се на улицама града чују бројни други језици. Тако се данас ту могу чути и италијански и српскохрватски језик.
Вероисповест: Месно становништво је од 16. века протестантско. Међутим, последњих деценија у граду се знатно повећао удео других вера. И данас су грађани већином протестанти (47,7%), у значајном броју су и римокатолици (30,0%), али ту живе и мањински атеисти (8,0%), муслимани (5,0%) и православци (1,7%).

## Привреда
Последњих деценија туризам је постао веома важна привредна грана у граду.

## Галерија слика
- Стари део града
- Бернска капија
- Градска кућа Муртена/Мората
- Немачка протестантска ацрква